# Blümcke Knoll
Blümcke Knoll är en kulle i Antarktis. Den ligger i Västantarktis. Argentina, Chile och Storbritannien gör anspråk på området. Toppen på Blümcke Knoll är 289 meter över havet. Blümcke Knoll ingår i Princess Royal Range.
Terrängen runt Blümcke Knoll är kuperad åt nordväst, men åt sydost är den platt. Havet är nära Blümcke Knoll åt sydost. Trakten är obefolkad. Det finns inga samhällen i närheten. 